# Oriol Tarrasón
Oriol Tarrasón (Barcellona, 3 settembre 1969) è un attore, drammaturgo  e direttore di scena spagnolo che ha lavorato in Spagna ed in Francia.

## Filmografia

### Cinema
- Paco's Men (2015)

### Televisione
- Homenots, 1 episodio (1999)
- Joséphine, ange gardien - serie TV, 1 episodio (2003)
- Hospital Central, 1 episodio (2005)
- El internado - soap opera, 4 episodi (2007 - 2008)
- Los Serrano - miniserie televisiva, 3 episodi (2008)
- Aída, 1 episodio	(2008)
- Ah, c'était ça la vie! - serie TV, 2 episodi (2008)
- Los misterios de Laura - serie TV, 38 episodi (2009 - 2014)
- B&b, de boca en boca  - soap opera, 1 episodio (2015)
- El nudo - serie TV (2019-2020)